# جيوب مجاورة للأنف

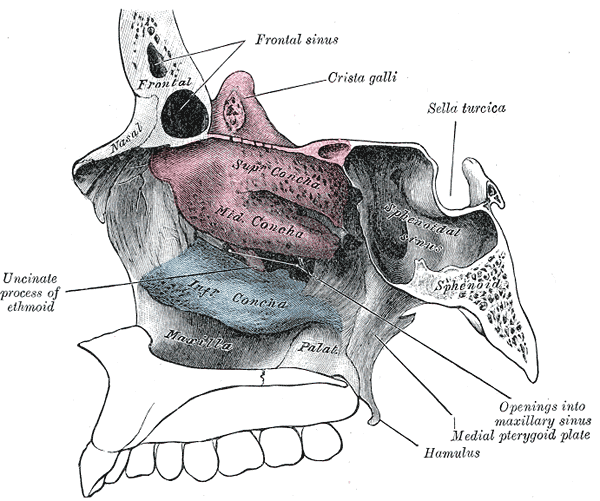
الجيوب جانب الأنفية

الجيوب جانب الأنفية

الجيوب المجاورة للأنف أو الجيوب جنيبة الأنف أو الجيوب حول الأنف (بالإنجليزية: Paranasal sinuses)‏ فراغات مليئة بالهواء، تتصل بالتجويف الأنفي عبر فتحات خاصة، تقع ضمن عظام الجمجمةِ والوجهِ. يمتلك البشر عدداً من الجيوبِ جانب الأنفية والتي تسمى طبقاً للعظامِ التي تقع ضمنهاوهي في كل جانب:
- الجيب الفكي العلوي: ويدعى أيضاً الغار الفكي العلوي وهو أكبر الجيوبِ جانب الأنفية، ويقع تحت العين.
- الجيب الجبهي: يقع فوق العينِ، في العظم الجبهي، الذي يشكل الجزء الصلب للجبهة.
- الجيب الغربالي: وهو مُشَكل من عدة خلايا هوائية ضمن العظمِ الغرباليِ بين الأنف والعينين.
- الجيب الوتدي: يوجد في العظم الوتدي في مركز قاعدة الجمجمة تحت الغدة النخامية.

## التطور
تتشكل الجيوب جانب الأنفية عبر تكهف العظم بحويصلات مليئة بالهواء (رُدَب هوائية) من التجويف الأنفيِ. تبدأُ هذه العملية قبل الولادة، وهي تَستمر خلال حياة كائن حي.

## الجيوب في الحيوانات
توجد الجيوب جانب الأنفية في مجموعة مختلفة من الحيوانات (بتضمن ذلك معظم الثديياتِ، الطيور، ديناصورات غير طيرية، والتماسيح). في غيرِ البشرِ، العظام التي تحتوي الجيوبِ متنوعة جداً.

## الوظيفة الحيوية
إن الدور الحيوي للجيوبِ ما زال تحت النقاش، لكن عدد من الوظائف المحتملة تم اقتراحها منها:
- إنقاص الوزنَ النسبيَ للوجه الأمامي للجمجمة، وخصوصاً عظام الوجه. إنّ شكلَ عظام الوجه مهمُ، لأنه نقطة المنشأ والمرتكز لعضلاتِ التعبيرِ الوجهيِ.
- زيادة رنين الصوت.
- تَزويد حاجزِ ضد الرياح القوية باتجاه الوجهِ.
- عزل تراكيبَ حسّاسةَ (مثل جذور الأسنان والعينين) من تقلّباتِ درجةِ الحرارة في التجويفِ الأنفيِ.
- تَرطيب وتدفئة الهواء المُسْتَنْشقِ بسبب ارتداد الهواء البطيئ في هذه المنطقةِ.

## الأمراض
إنّ الجيوب جانب الأنفية تتصل بالتجويفِ الأنفيِ عن طريق فتحات صغيرة. هذه الفتحات تصبح مسدودة نسبياً بسهولة بالالتهاب التحسسي، أَو بوجود تورمِ في البطانةِ الأنفيةِ المرافق للزكام. إذا ما حدث هذا فإن التصريف الطبيعي للمخاط ضمن الجيوبِ سوف يتعطل مؤدياً إلى التهاب الجيوب.
هذه الحالات قد تعالج بعقاقير مثل pseudoephedrine الذي يخفضُ الرطوبة في الجيوبِ، أَو بالأساليب التقليدية لتطهير الأنف.
تشكل الأورام الخبيثة التي تصيب الجيوبِ جانب الأنفية تقريباً 0.2 % من الأورام الخبيثة. حوالي 80 % من هذه الأورام تظْهرُ في الجيب الفكي العلوي. أورام الجيوبِ الوتدية والجبهية نادرة جداً.

## أسباب التهاب الجيوب
بشكل عام يحصل التهاب الجيوب الأنفية نتيجة العدوى بإحدى فيروسات الزكام الشائعة(نتيجة التهاب الأنف الناجم عن الزكام أو الإنفلونزا) وقد تنسد هذه الجيوب وتمتليء بالسوائل مسببة ألمآ في الوجه. وتحدث معظم الأعراض بعد ثلاثة إلى عشرة أيام من الإصابة بالزكام. ويمكن لحمى القشع والحساسيات الأخرى أن تسبب التهاب الجيوب الأنفية.

## التهاب الجيوب المزمن
عندما تصاب بعدوى قصيرة الامد وبشكل متكرر في الجيوب، فهي تبدو وكأنها غير قابلة للشفاء،
ويسمى هذا الشكل من المرض بالتهاب الجيوب الانفية المزمن.
ورغم أن السبب غير معروف إلى حد الآن، لكن يلاحظ أن التدخين والتعرض للملوثات الصناعية
يجعلان الحالة تسوء أكثر.
وتتحسن الأعراض عادة عن طريق رذاذ الأنف الستيرودي.
وفي بعض الحالات الحادة جدآ يتم غسل الجيوب وصرف السائل منها عند طبيب أنف أذن حنجرة.
وقد تحتاج إلى إجراء عملية جراحية لتحسين جريان المادة المخاطية في الأنف.

## العلامات والأعراض
- الصداع(ألم في الرأس)
- الحمى(ارتفاع في الحرارة)
- انسداد الأنف وتفريغ أنفي ملطخ(أنف مسدود ومتقرح مع إفراز كثيف)
- الإحساس بالألم فوق الجيب المصاب.
- احمرار حول العينين أحيان.
- الشعور بامتلاء الرأس عند الانحناء إلى الأمام.
- ألم في العينين أو الخدين.
- في بعض الأحيان يرافق الحالة ألم في الأسنان الموجودة أسفل الجيب الأنفي مباشرة.
- رعشات القشعريرة.
- وهن يبلغ من الشدة حدآ يجعل المريض يلازم الفراش.
- دوخة أو دوار أو الم بالاذن

## جيوب أخرى
الجيوب جانب الأنفية ليست الجيوب الوحيدة ضمن الجمجمة؛ إنّ الخلايا الخشائية في العظم الخشائي حول الأذن الوسطى هي أيضاً نوع من الجيوبِ.

## علاج التهاب الجيوب الأنفية
يمكن إعطاء خافضات حرارة ومسكنات ألم مثل Paracetamol كل 6ساعات. ومضادات احتقان مثل pseudoephedrine كبسولة كل 12 ساعة أو Eskornadeكبسولة كل12 ساعة مضادات حيوية خوفا من حدوث انتان ثانوي مثل amoxicillin 5oomg كبسولة 3 مرات في اليوم ويستمر العلاج لمدة أسبوع.

## معرض صور

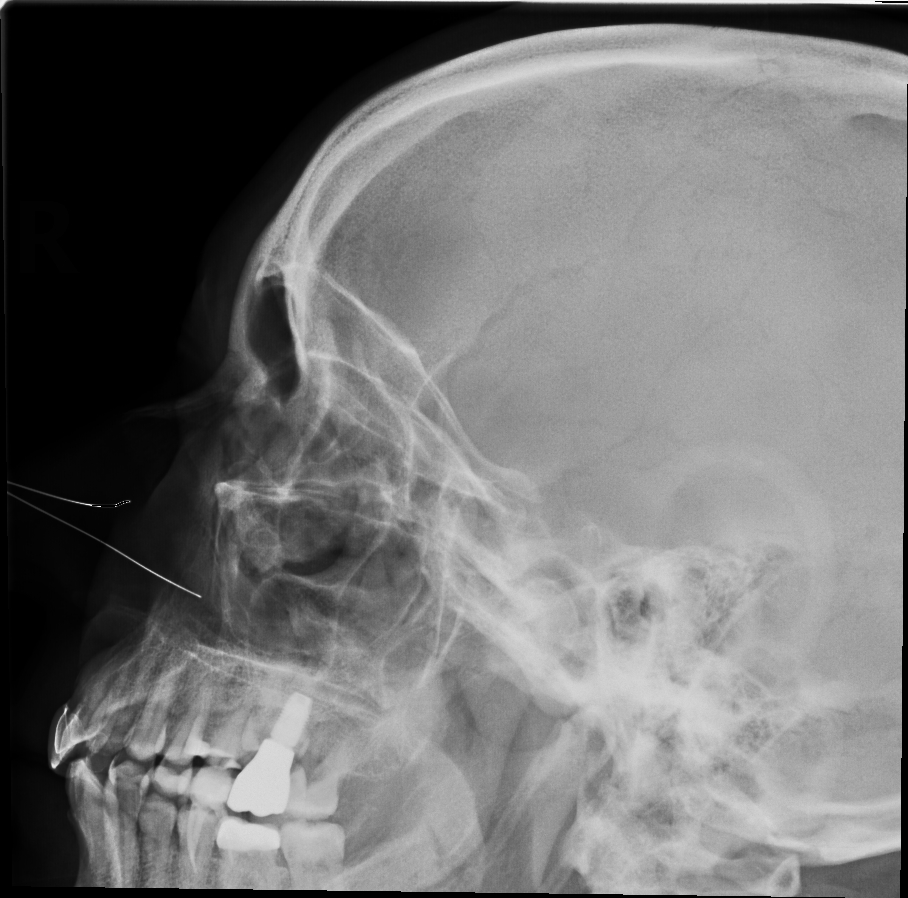
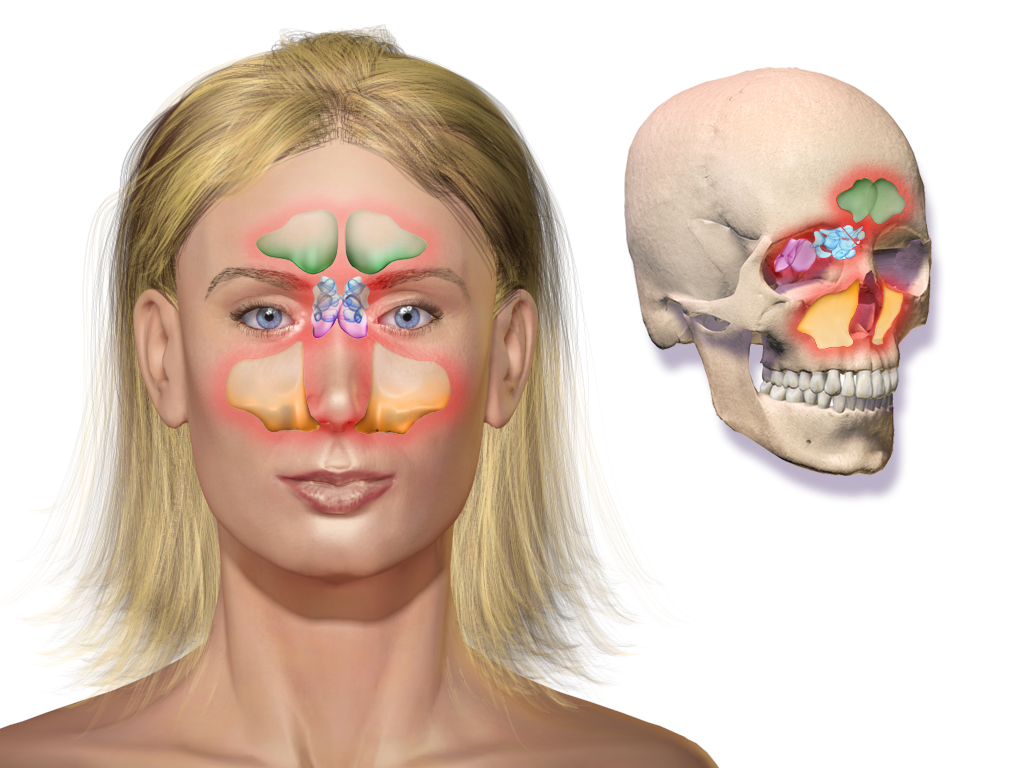
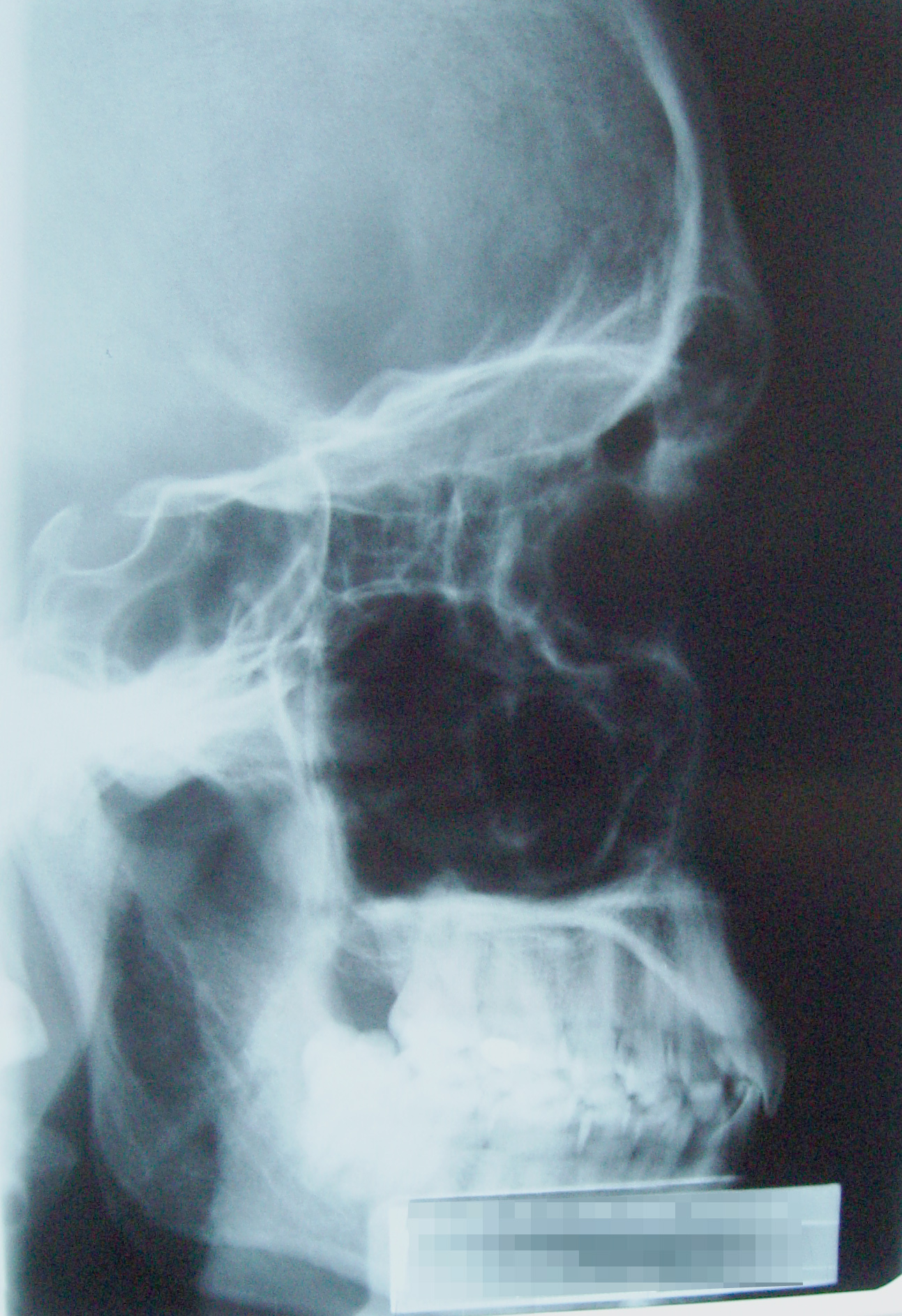
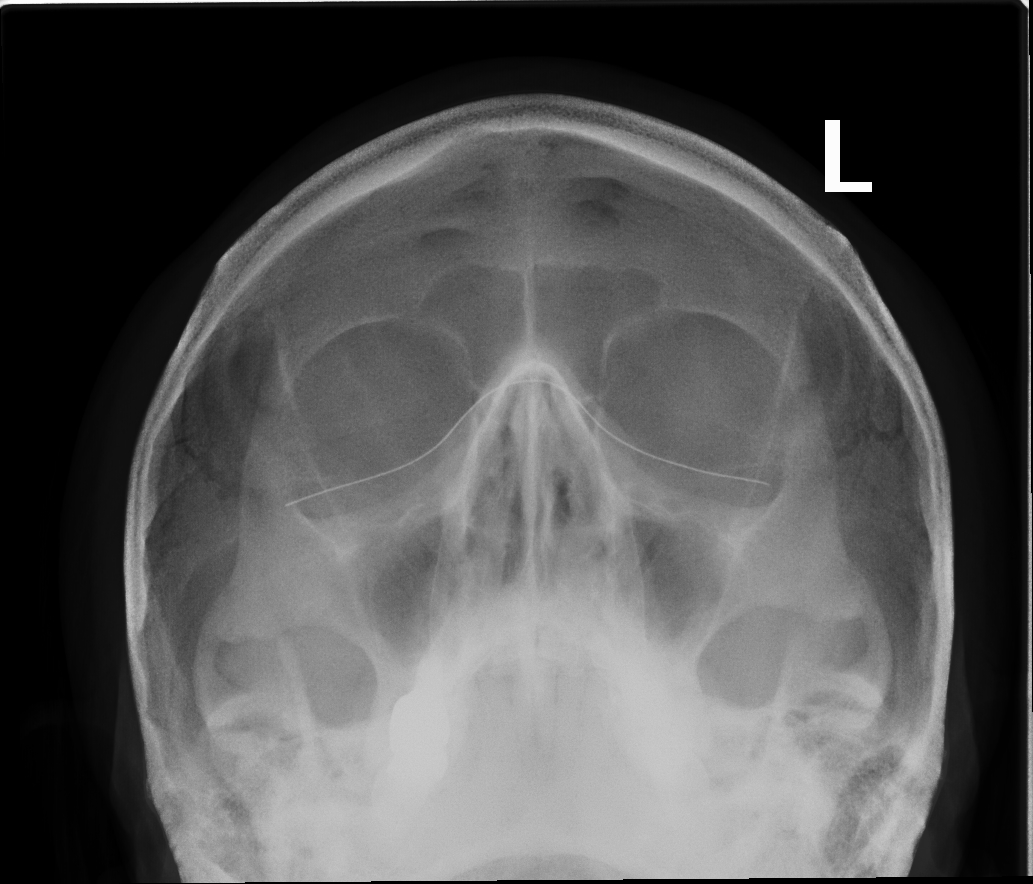
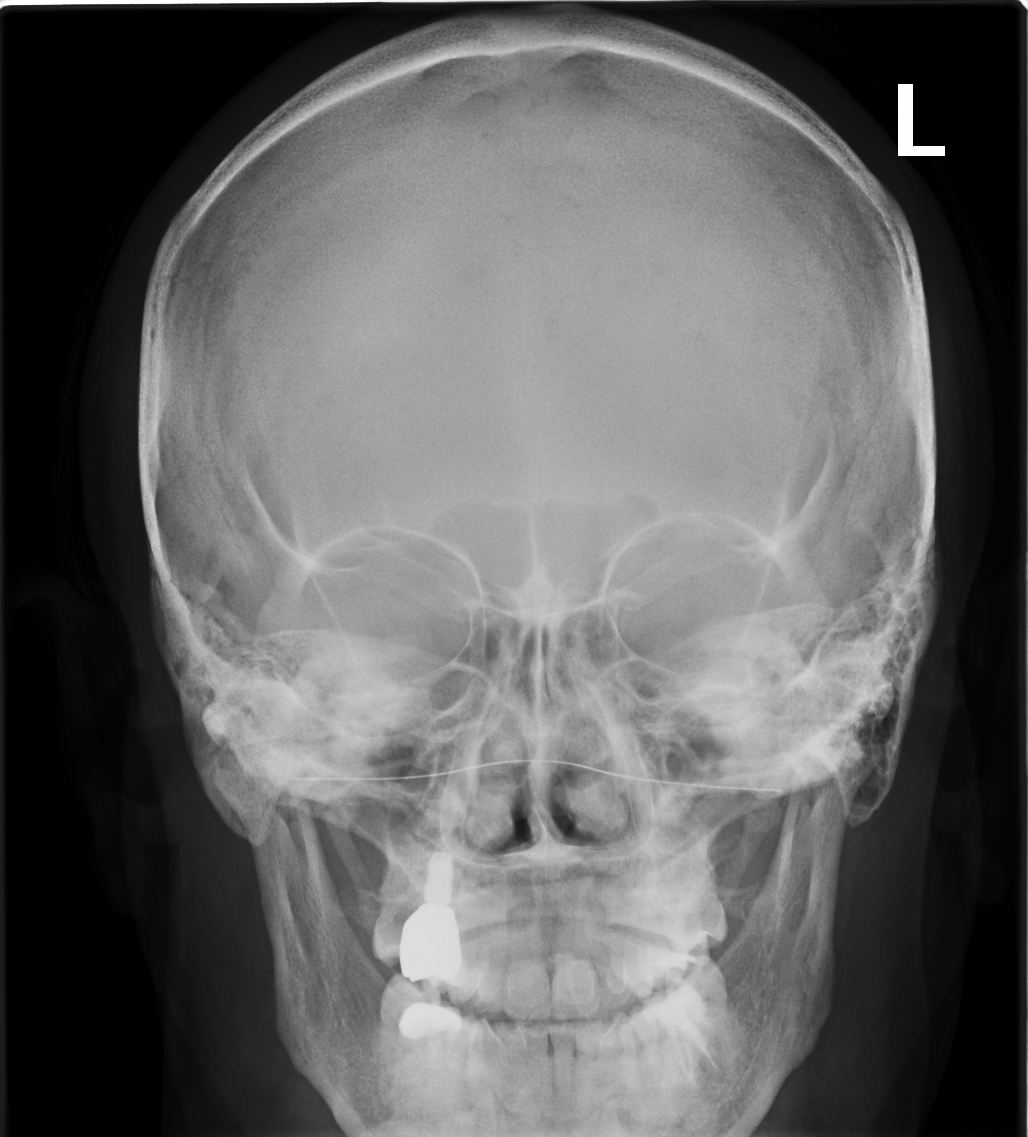